# Selenica
Selenica (albanisch auch Selenicë) ist eine Kleinstadt in Südalbanien rund 15 Kilometer Luftlinie nordöstlich von Vlora. Die Stadt hat 1384 Einwohner (Volkszählung 2023). Selenica gehört zum Qark Vlora.

## Geographie
Selenica liegt am westlichen Ufer der Vjosa einige Kilometer oberhalb der Einmündung der Shushica. Es gibt keine Brücke über die Vjosa zur dort verlaufenden Nationalstraße  SH4 und auch keine Fortsetzung der 34 Kilometer langen, von Vlora kommenden Straße das Tal hinauf. Selenica ist somit eine Sackgasse.
Das Gebiet der Gemeinde Selenica erstreckt sich weit nach Süden, mehr als 30 Kilometer Luftlinie hinein ins Hügelland rund um die Shushica, das im Süden schon von hohen Bergen umgeben ist (Ceraunisches Gebirge im Südwesten, Këndrevica im Südosten).

## Name
Der Name Selenica ist im 16. Jahrhundert erstmals schriftlich nachgewiesen.
Auf Italienisch heißt der Ort Selenizza.

## Geschichte

### Antike
Die Bitumen- und Erdöl-Vorkommen von Selenica waren schon in der Antike bekannt. Strabon, Aristoteles und Plinius der Ältere berichteten vom Abbau des Bitumens in Nymphaeum durch die Illyrer. Es wurde im ganzen Mittelmeerraum verwendet, mitunter für Öllampen. Ob Selenica wirklich am Ort des antiken Nymphaeum liegt, ist zwar nicht bewiesen, Lagebeschreibungen und das Vorkommen von Bitumen, Erdöl und -gas legen aber einen engen Zusammenhang nahe. Die Verehrung der Nymphen war im antiken Apollonia von großer Bedeutung. Cassius Dio berichtet von einem Orakel in Nyphaeum. Die voraussagenden Priester hätten sich vom Bitumen und Gasen benebeln lassen.

### Neuzeit
Ali Pasha Tepelena bezahlte der Hohen Pforte Abgaben für die Nutzung der Mine. Ismail Qemali übertrug die Nutzung 1875 einer englischen Firma. Später bauten französische und italienische Firmen den natürlichen Asphalt ab – der erste namhafte Industriebetrieb des Landes. Anfangs wurde vor allem Tagbau betrieben, später auch unterirdisch gearbeitet. Der Abbau war unter italienischer Ägide vor dem Zweiten Weltkrieg besonders ertragreich und wurde von 2000 Tonnen im Jahr 1923 auf über 12.000 Tonnen im Jahr 1938 gesteigert. Das Bitumen hat einen hohen Reinheitsgrad und gute Eigenschaften für die Weiterverarbeitung. Folgende geflügelten Worte vom bekannten albanischen Bitumen machten lange die Runde: „Die Straßen in Europa und im nahen Osten wurden mit Bitumen der Selenica-Mine gepflastert.“

### Zweiter Weltkrieg
Im Zweiten Weltkrieg wurde die Mine komplett zerstört. Nach dem Wiederaufbau entwickelte sich in der Folge die Bevölkerungszahl des Bergwerkorts schnell von 3200 Einwohnern im Jahr 1955 auf 7100 Einwohner im Jahr 1990.
Eine kleine Minenbahn, die Ferrovia Decauville a Valona, verband als erste Eisenbahnverbindung Albaniens seit den 1920er Jahren die Bitumenwerke mit der Hafenstadt Vlora. Anfangs 1980er Jahre wurden die letzten Kilometer bis zum Hafen stillgelegt. Seit Beginn der 1990er Jahre fahren gar keine Züge mehr.

### Heute
Heute baut eine französische Firma das Bitumen ab und vertreibt es europaweit. Die Produktion liegt bei rund 8000–10.000 Tonnen pro Jahr.
In der kleinen Bergwerkstadt gibt es heute eine Mittelschule, zwei Primarschulen und ein Gesundheitszentrum. Selenica ist ein Zentrum der Aromunen, die in dieser Region siedeln.
Am 11. August 2018 erschoss ein Mann wegen eines Streits um Familieneigentum acht seiner Familienangehörigen, darunter auch zwei Kinder. Es gilt als schlimmstes Massaker in Albanien seit 20 Jahren.

## Verwaltungsgliederung der Gemeinde Selenica
Seit 2015 gehören auch diverse Kommunen im Nordosten des ehemaligen Kreises Vlora zur Bashkia Selenica. Eingemeindet wurden Armen (drei Kilometer westlich), Brataj (30 Kilometer südlich), Kota (17 Kilometer südlich), Sevaster (17 Kilometer südöstlich) und Vllahina (acht Kilometer südlich: jeweils Luftlinie). Seither bilden die ehemaligen Gemeinden die Njësitë administrative (Verwaltungseinheiten) der Bashkia Selenica.
| Name     | Einwohner 2023 | Einwohner 2011 |
| -------- | -------------- | -------------- |
| Armen    | 1.929          | 2.965          |
| Brataj   | 1.271          | 2.849          |
| Kota     | 2.136          | 3.516          |
| Selenica | 1.384          | 2.235          |
| Sevaster | 939            | 1.720          |
| Vllahina | 1.921          | 3.111          |
| Total    | 9.580          | 16.396         |

Die erweiterte Gemeinde hat insgesamt 9580 Einwohner (Volkszählung 2023). Seit 2011, als 16.396 Einwohner auf dem Gebiet der Gemeinde lebten, ist die Bevölkerung somit um über 40 % zurückgegangen.
2235 Einwohner (Volkszählung 2011). Lokalbehörden geben hingen eine vielfach höhere Zahl von rund 7650 Einwohnern an.

## Persönlichkeiten
- Fetije Kasaj (* 1985), Gewichtheberin